# Вслед за плывущими облаками
«Вслед за плыву́щими облака́ми», иной перевод названия — «Там, где плыву́т облака́» (яп. 雲ながるる果てに, кумо нагаруру хатэ ни; англ. Beyond the Clouds) — японский чёрно-белый фильм, снятый в жанре военной драмы режиссёром Миёдзи Иэки и вышедший на экран в 1953 году. Фильм рассказывает об отряде смертников-камикадзе, базировавшихся на острове Кюсю. Материалом для него послужили записки учащихся школы военно-морской авиации.

## Сюжет
Весна 1945 года. База отрядов смертников-камикадзе, на южной оконечности Японского архипелага. Вот-вот должен прийти приказ о выступлении. Днём и ночью лётчиков заставляют усиленно заниматься подготовкой к решительному сражению. После каждого воздушного налёта на базе появляются убитые и раненые. И всё же в этих страшных условиях каждый находит утешение в любви. У лейтенанта Фуками возлюбленная — учительница Сэгава, у лейтенанта Мацуи — гейша Томиё. Лейтенант Отаки — человек, насквозь пропитанный армейским духом. Он наотрез отказывается поверить в то, что линкор «Ямато» потоплен. Вскоре приходит день выступления. Мацуи прощается с Томиё. Своему боевому другу Фуками он обещает встретиться в стране, где нет войны. Мацуи вылетает с базы, чтобы больше никогда не вернуться. Тем временем на базе продолжаются усиленные занятия. Фуками делится с Отаки своими мыслями о том, насколько бесчеловечно посылать людей на верную гибель. Отаки тоже получает приказ о вылете, вместе с ним вылетает и Фуками, ещё не оправившийся после ранения. Родители Отаки приезжают на аэродром, чтобы повидаться с сыном. Но уже поздно — самолёт Отаки, вылетев в последний рейс, скрылся за облаками.

## В ролях
- Кодзи Цурута — лейтенант Отаки
- Исао Кимура — лейтенант Фуками
- Тосио Такахара — лейтенант Мацуи
- Кодзи Киёмура — лейтенант Кита
- Кадзухико Танака — лейтенант Акита
- Ёити Нумата — лейтенант Касахара
- Нобуо Канэко — лейтенант Окамура
- Исао Нумадзаки — лейтенант Ямамото
- Дзюнкити Оримото — лейтенант Танака
- Ёси Като — командующий Канэко
- Такаси Канда — начальник полётов Катада
- Ясуми Хара — капитан Мураяма
- Эйдзи Окада — офицер штаба Кураиси
- Хисано Ямаока — Митико Сэгава, учительница
- Исудзу Ямада — мать Фуками
- Кёко Асагири — Матико, жена Акиты
- Харуэ Тонэ — Томиё, гейша
- Ко Нисимура

## Премьеры
- — национальная премьера фильма состоялась 2 июня 1953 года[1].

## Награды и номинации
Кинопремия «Кинэма Дзюмпо» (1954)
Номинация:
- за лучший фильм 1953 года, однако по результатам голосования кинолента заняла 12 место.

## Критика
Огромной впечатляющей силы этот фильм достигал двумя моментами: показом бесчеловечности войны, принуждающей под предлогом верности императору, жертвуя жизнью, атаковать вражеские корабли, и воспеванием чистоты юности, которая, преодолев жалость к себе, тоску, порождённую этим принуждением, отдаёт родине свою жизнь. Эти два момента сливаются воедино, не противореча друг другу. Противоречие, противопоставление этих двух явлений отнюдь не входило в задачу авторов. Однако то, как воспринимал фильм простой японский зритель, сентиментальность пронизывающая это произведение, легко создавали противовес второго момента. И распространившаяся версия, будто бы фильм прославляет отряды специального назначения, а его успешная демонстрация якобы объясняется тоской по войне, не была абсолютно беспочвенной, ибо в самом фильме содержалась такая опасность.

## Комментарии
1. ↑  Русское название фильма «Вслед за плывущими облаками» встречается в книгах по кино: «Кинословарь» / Под редакцией С. И. Юткевича. — Москва: Советская энциклопедия, 1970. — Т. 1 А-Л. — С. 976 (стр. 629); Инна Генс. «Меч и Хиросима» (Тема войны в японском киноискусстве), М. : Искусство, 1972. — С. 78; Акира Ивасаки. «Современное японское кино», 1958, (перевод с японского 1962, Переводчики: Владимир Гривнин, Л. Левин), — М.: Искусство, 1962, С.524 (стр. 163, 187), а также на некоторых сайтах в рунете. Под названием «Там, где плывут облака» фильм упоминается в книге: Акира Ивасаки. «История японского кино», 1961 (перевод с японского 1966, Переводчики: Владимир Гривнин, Л. Левин и Б. Раскин). — М. : Искусство, 1966, С.320 (стр. 172, 205, 231).